# Semplicemente insieme
Semplicemente insieme (Ensemble, c'est tout) è un film del 2007 diretto da Claude Berri basato sul romanzo Insieme, e basta di Anna Gavalda.

## Trama
La giovane Camille vive da sola in un piccolo appartamento in uno stabile di Parigi. Un giorno conosce il suo vicino Philibert, un uomo con problemi di balbuzie, che la aiuta a guarire quando lei si ammala ospitandola nel suo grande appartamento ereditato dalla nonna. Philibert divide la casa con Franck, un cuoco. Franck, dopo un iniziale fastidio nel trovarsi in casa Camille, costretta a vivere lì per continui problemi di salute, sembra innamorarsi di lei. Ma Franck ha una nonna a cui pensare, Paulette, che critica spesso la condotta del nipote e rimpiange di vivere in un ospizio e di non poter far ritorno nella sua casa con i suoi animali e il giardino. Tuttavia, grazie a Camille, riesce a ritornare nella sua casa, lasciando l'ospizio ma poco tempo dopo muore. Philibert si fidanza con un'attrice e vende l'appartamento, Franck decide di accettare un posto da cuoco in Inghilterra mettendo in crisi la sua storia con Camille che lo seguirà fino alla stazione dei treni dove i due decideranno di non lasciarsi.

## Riconoscimenti
- 2007 - Festival du film de Cabourg
  - Miglior attore (Guillaume Canet)
- 2008 - Premio César
  - Migliore promessa maschile (Laurent Stocker)